# Permeke (film)
Pour les articles homonymes, voir Permeke.
Pour plus de détails, voir Fiche technique et Distribution.
Permeke est un film belge de Patrick Conrad et Henri Storck, sorti en 1985. Il reçoit le prix André-Cavens par l'Union de la critique de cinéma (UCC) en 1985.

## Synopsis
Le documentaire s'intéresse au peintre Constant Permeke.

## Fiche technique
- Titre : Permeke
- Réalisation : Patrick Conrad et Henri Storck
- Scénario : Patrick Conrad, Henri Storck et Pierre Drouot
- Montage : Ton de Graaff
- Musique : David Darling et John Surman
- Production : Pierre Drouot, René Solleveld, Daniël Van Avermaet
- Pays d'origine : Belgique
- Format : Couleurs
- Genre : drame, Documentaire
- Durée : 95 minutes
- Date de sortie : 1985

## Distribution
- Leslie de Gruyter : Kommentaar (voix)
- Jan Decleir : Stem van Permeke (voix)
- Jean-Michel Arnold
- Hugo Claus
- John Permeke
- Paul Permeke
- Thérèse Permeke
- Henri Storck